# Zdeněk Porybný
Zdeněk Porybný (* 3. prosince 1945 v Praze) je český novinář, většinový majitel a dlouholetý exšéfredaktor deníku Právo a Novinky.cz. Byl nejdéle sloužící šéfredaktor českých deníků.

## Život
Před rokem 1989 se stal zástupcem šéfredaktora Rudého práva, které v roce 1991 zprivatizoval. V 80. letech působil jako zpravodaj redakce ve Washingtonu. Byl členem KSČ.
Krátce po sametové revoluci na podzim 1989 se stal šéfredaktorem deníku Právo a současně převzal i vedení vydavatelství Rudé právo, později vydavatelství Florenc. V září 1990 pak založil akciovou společnost Borgis a část akcií nabídl členům tehdejší redakce Rudého práva. Díky své trojjediné roli ředitele vydavatelství Florenc, šéfredaktora Rudého práva a předsedy představenstva a. s. Borgis se mu podařilo společně s dalšími členy redakce realizovat sled právních kroků,[zdroj?] v jejichž důsledku začal od 1. ledna 1991 vydávat Rudé právo sám jako soukromý vydavatel. Podtitul „Deník KSČ“ byl pouze nahrazen obecnějším „levicový list“.
Vydavatelství Florenc na Porybného za tuto operaci podalo trestní oznámení, na jehož základě bylo proti němu zahájeno v roce 1992 trestní stíhání. Porybný byl okázale zatčen a transportován s pouty na rukou, což okamžitě vyvolalo hlasitou kritiku nejen na stránkách Rudého práva[zdroj?] (pro nějž se trestní stíhání jeho šéfredaktora stalo hlavní náplní několika dalších vydání), ale bylo i předmětem interpelace několika levicových poslanců na tehdejšího předsedu české vlády Petra Pitharta. Porybný byl brzy propuštěn a o devět měsíců později bylo trestní stíhání zastaveno.
Od dob pádu komunismu se mu podařilo deník „zneutralizovat“.[zdroj?]
V roce 2019 vlastnil Zdeněk Porybný 59 % akcií deníku Právo. Ve funkci šéfredaktora skončil ke dni 18. 7. 2023 a novým šéfredaktorem Práva se stal jeho dosavadní zástupce Petr Šabata, který přešel do redakce Práva v říjnu 2022 z funkce šéfredaktora Českého rozhlasu Plus. Zdeněk Porybný bude mít po dohodě s vedením nového vlastníka Borgisu, a.s., společnosti Seznam.cz média, odpovědnost za sociální sítě Práva a jeho sobotní magazín.